# Ленино (Дзержинский район)
Ле́нино (бел. Леніна) — деревня в составе Станьковского сельсовета Дзержинского района Минской области Беларуси. 

## География
Находится в 9-и километрах от Дзержинска, 51-м километре от Минска в 9-и километрах от железнодорожной станции Койданово.

### Гидрография
Река Усса.

## История
Известна со 2-й половины XVIII века, как деревня Судники в Минском повете Минского воеводства Великого княжества Литовского. После 2-го раздела Речи Посполитой в составе Российской империи. В 1800 году в деревне 6 дворов, 30 жителей, принадлежала князю Доминику Радзивиллу в составе Станьковской волости. В 1897 году — 7 дворов, 50 жителей. В 1917 году — 9 дворов, 63 жителя.
С 9 марта 1918 года в составе провозглашённой Белорусской Народной Республики, однако фактически находилась под контролем германской военной администрации. С 1 января 1919 года в составе Советской Социалистической Республики Белоруссия, а с 27 февраля того же года в составе Литовско-Белорусской ССР, летом 1919 года деревня была занята польскими войсками, после подписания рижского мира — в составе Белорусской ССР.
С 20 августа 1924 года в 1-м Нарейковском сельсовете (18 декабря 1925 года переименован в Ляховичский, с 25 июля 1931 по 23 августа 1937 года — национальный польский сельсовет) Койдановского района Минского округа. С 29 июля 1932 года Дзержинского района, с 31 июля 1937 года в Минском районе. С 20 февраля 1938 года в Минской области, с 4 февраля 1939 года в воссозданном Дзержинском районе. В 1926 году — 9 дворов, 46 жителей. В 1930-е организован колхоз «Весёлый Угол», обслуживаемый Негорельским МТС.
В Великую Отечественную войну с 28 июня 1941 по 6 июля 1944 года находилась под немецко-фашистской оккупацией, на фронте погиб 1 житель деревни. В августе 1943 года гитлеровцы сожгли деревню, жители деревни были частично в Негорелое и Койданово, откуда (по предположению) трудоспособная часть населения была вывезена на принудительные работы в Германию, остальные жители (старики, малолетние) вывезены в Столбцы, где были сожжены в одном из домов.
В 1960 году проживал 41 житель, в 1964 году деревня была переименована в Ленино, в честь Владимира Ленина. Входила в состав колхоза «Беларусь» (центр — д. Гарбузы). В 1991 году — 26 дворов, 80 жителей. В 2009 году в составе сельскохозяйственного ЗАО «Негорельское». С 30 сентября 2009 года после ликвидации Ляховичского сельсовета находилась в Станьковском сельсовете.
В северной части деревни, на территории старого кладбища находится курган с местным названием — Шведская Могила. Представляет собою прямоугольную насыпь восемь на восемь метров, высотой один метр. Открыл и исследовал в 1976 году Ю.А. Заяц
30 октября 2009 года деревня передана из упразднённого Ляховичского в Станьковский сельсовет.

## Население
| Численность населения (по годам) | Численность населения (по годам) | Численность населения (по годам) | Численность населения (по годам) | Численность населения (по годам) | Численность населения (по годам) | Численность населения (по годам) | Численность населения (по годам) |
| 1800                             | 1897                             | 1917                             | 1926                             | 1939                             | 1960                             | 1991                             | 1999                             |
| -------------------------------- | -------------------------------- | -------------------------------- | -------------------------------- | -------------------------------- | -------------------------------- | -------------------------------- | -------------------------------- |
| 30                               | ↗50                              | ↗63                              | ↘46                              | ↘43                              | ↘41                              | ↗80                              | ↘46                              |
| 2004                             | 2010                             | 2017                             | 2018                             | 2020                             |                                  |                                  |                                  |
| ↘44                              | ↘29                              | ↗30                              | ↗32                              | ↗36                              |                                  |                                  |                                  |